# 渡邉美樹
渡邉 美樹（わたなべ みき、1959年〈昭和34年〉10月5日 - ）は、日本の実業家、政治家。
ワタミ株式会社代表取締役会長兼社長。学校法人郁文館夢学園理事長兼校長。一般社団法人ソーシャルビジネス・ドリームパートナーズ代表理事。
ワタミ株式会社の創業者。参議院外交防衛委員長、参議院議員（1期）、教育再生会議（安倍内閣）委員、神奈川県教育委員会委員（2006年（平成18年）10月14日 - 2009年（平成21年）10月30日）、医療法人えいしん会理事長などを歴任。

## 経歴
神奈川県横浜市出身。少年時代は野球に熱中していた。10歳で母と死別。また時を同じくして、父が営んでいた広告代理店が経営不振に陥り清算されたのを目にし、将来は経営者になることを決意する。また、近所に住んでいた大学生が声をかけてくれたことをきっかけにキリスト教系宗教の信者となり伝道活動に従事していたが、中学生時代に「信者以外は救われない」という教義に疑問を持ち、卒業を機に決別した。しかし現在も著書において聖書を引用し、「いまでも時折、懐かしく頁をめくるその聖書の教えは、後に会社を創業する際の理念の元になっています」と語るなど、思想の土台となっている。
神奈川県立希望ヶ丘高等学校を経て明治大学商学部に進学。大学では横浜在住の明大生の親睦会「横浜会」の幹事長として、約120人のメンバーを率いる立場だった。元々高校時代から起業するつもりだったが、大学4年のときに北半球一周の旅に出た際の経験を元に「外食産業で起業する」決意を固める。
大学卒業後は経理会社「ミロク経理」（ミロク情報サービスの親会社。1986年に倒産）で半年勤務した後、佐川急便の東京支社管内（当時、現：関東支店）でセールスドライバーとして1年間勤務。起業のための資金300万円を1年間で稼いだ。1984年、「横浜会」の仲間と共同で有限会社渡美商事を設立。経営不振のつぼ八の店舗を買い取る形で、フランチャイズ店オーナーとなる。1987年に社名をワタミフードサービスと改称し、独立。1996年に株式店頭登録、1998年に株式上場を果たした。2002年には、ワタミは全300店舗を超える規模となった。
2002年以降、外食以外の産業にも進出し、2002年に農業、2005年に介護、2008年に高齢者向けの弁当宅配事業にそれぞれ参入している。
2009年、ワタミ社長を退任し、同社会長に就任した。2011年2月15日には、ワタミの代表取締役会長を辞任し、非常勤の取締役最高顧問となった（後に、非常勤取締役会長になる）。
2011年2月、同年4月の東京都知事選挙に無所属で出馬する意向を表明。出馬の動機について、ワタミの運営により培ってきた経営能力を、企業を超えた枠組みで生かしたい考えを明らかにした。高齢者が安心して年を取れる社会の実現や、高校生の10人に1人を1年間留学させる教育改革の構想を掲げ、東京都議会民主党の支援を受けたが東京・生活者ネットワークからの支援は積極的に受けられなかった。結果、出馬するも、4選をめざす石原慎太郎知事、前宮崎県知事の東国原英夫の後塵を拝し、3位で落選した。
同年6月、岩手県陸前高田市の参与に就任した。
2011年12月28日、同月20日に大阪維新の会の松井一郎知事および橋下徹市長の要請を受け、大阪府および大阪市の特別顧問に就任することが松井知事により発表された。
2013年1月31日、ムハマド・ユヌスの提唱する「ユヌス・ソーシャル・ビジネス」を支援する一般社団法人ソーシャルビジネス・ドリームパートナーズを設立。
2013年5月末、第23回参議院議員通常選挙の比例区の自由民主党公認候補であることが報じられる。6月27日、立候補に際しワタミの会長職を含む役職をすべて辞任。出馬の動機について、安倍晋三政権は海外からも大きな期待が寄せられており、アベノミクスの大胆な金融緩和、機動的な財政出動は正しい手法であり、効果が表れている。ワタミの運営により培ってきた経営能力を、農業の強化や震災復興、経済の強化、教育や福祉の分野で力を尽くしたいと考えを明らかにした。104,176票を獲得し、比例区の自民党の当選者18人中、16番目で初当選した。
2013年、大韓民国を訪問。韓国の政府高官らと日韓請求権協定について意見交換を試みたが、門前払いを繰り返され会議室の費用まで負担させられるなど、2019年に訪日した韓国議員団を受け入れた際（後述）の伏線のような冷遇を受けた。
2014年7月18日、岩手県倫理法人会にて「渡邉美樹が語る就活のススメ〜アベノミクス移行、経営者から求められる人物像とは〜」講演。
2019年2月、第25回参議院議員通常選挙には出馬せず政界を引退を表明、同年7月に任期満了により政界を引退した。
同年5月28日に一泊二日の日程で千正培ら5人の多選議員による韓国議会団が訪日したときに自民党で唯一面会した。日韓関係について一行に問われると渡邉は「文在寅政府が終わらなければ、日韓関係は改善しないだろう」と述べた。合計20選となる韓国議員5人は、自民党衆参議員からカウンターパートとして参議院比例区初当選で今期で政界引退予定の議員である渡邉1人に対応されたことで、「日韓関係がどれほど悪化しているかを東京で肌で痛感した。」と述べている。
同年7月に参議院議員任期満了を受け、ワタミの取締役に就任。同年10月1日付でワタミの代表取締役会長兼グループ CEOに就任した。
2020年10月5日、焼肉の和民として業態変更することを発表。自身の誕生日に再起を掛けてオープン拡大に繋げる。
2021年10月1日、ワタミの代表取締役会長兼社長に就任。

## 政策・主張
- 憲法9条の改正に賛成し、自衛隊の役割や限界を明記すべき[26]。
- 集団的自衛権の行使容認に賛成する[26]。
- 靖国神社に首相や閣僚が参拝することは問題ない[26]。
- 村山談話・河野談話を見直すべき[26]。
- 原発は必要だが将来的に廃止すべきと回答している[26]。
- 受動喫煙防止を目的に飲食店などの建物内を原則禁煙とする健康増進法改正に反対。自身のブログにおいて、「現実問題として10坪以下の飲食店で禁煙にしたら、間違いなく店はつぶれる」と主張している[27]。
- YouTube動画、「「和民」はなぜ焼肉店に？創業以来の危機を乗り越えた方法とは【渡邉美樹×堀江貴文】」にて、消費税20～22%にするべきと考えていたと語った。

## 不祥事

### 教師へのパワーハラスメント
2009年9月、学校法人郁文館夢学園に2005年4月から2009年3月まで教師として勤務していた男性が、中傷を受け不当に解雇されたとして、同校を相手取り訴訟を、近く東京地方裁判所に起こすことが分かった。この男性の陳述書によると、渡邉美樹理事長によるパワーハラスメントが校内で日常的に行われており、渡邉は男性教師の髪形が気に入らないとし、ハサミで教師の髪を自ら「これは断髪式だ」と言い、切ったとしている。この件について当時の校長が調査した結果、この「断髪式」が事実であった事を認めた。

### 「ワタミの宅食」の個人情報流出、選挙違反
個人情報の流出が数回起こっており、渡邉美樹が2013年（平成25年）の参議院議員選に立候補した際には、公職選挙法第147条の2で禁止された挨拶状を事前運動として配達する、個人情報保護法に定められた個人情報の目的外使用をして送付するなどの選挙違反事件があった。

## 人物

### 公益活動
公益財団法人みんなの夢をかなえる会の理事長を務め、「夢溢れ、ありがとうが飛び交う社会の実現」を目的に、2010年4月より講演活動として「みんなの夢シンポジウム」を仙台から沖縄まで、日本各地で開催した。また、2010年12月には、若者の夢を支援する「みんなの夢アワード2010」を日比谷公会堂にて開催した。

### 教育における主張・活動
- 大学入試廃止論者。「現在の高校生は受験を至上目標としている。大学入試は不要な競争を煽っており、子供が夢を持つことができない。好きな大学に全員が入れるようにする必要がある。」と主張している[30]。大学入試偏重ではなく、その後の仕事に役立つ人材育成が重要として、「夢教育」を提唱し、自身が理事を務める学校も郁文館夢学園と名づけている。
- 教育再生会議では現在の公立学校の常勤教員を大幅に削減し、「半分」（コマ数の半分なのか教員数の半分なのかは曖昧）を非常勤講師でまかなえば教育の質が向上すると主張。
- 30億円という巨額の負債を抱える郁文館学園に1億円を投じ、同校の理事長に就任。金融機関に金利の減免を交渉するなど、同校の経営改革に取り組み、赤字経営からの脱却に成功した。
- 2006年、安倍晋三首相の意向で設置された教育再生会議の委員に起用された。

### 信仰
中学時代にクリスチャンとなって布教活動に励む(週刊誌のFLASHによれば、彼が入信したのはエホバの証人（キリスト教にとっての異端）である)。一時は宣教師を志したが、教義に疑問をもったため断念し、中学卒業時に脱退している。ただし、聖書を人生に影響を与えた本として挙げており、現在も目を通している。

## 発言
- 2006年に「日経スペシャル カンブリア宮殿」（テレビ東京）に出演した際、番組のホストを務める村上龍に、「よく『それは無理です』って最近の若い人達は言いますけど、たとえ無理なことだろうと、鼻血を出そうがブッ倒れようが、無理矢理にでも一週間やらせれば、それは無理じゃなくなるんです」「そこでやめてしまうから『無理』になってしまうんです。全力で走らせて、それを一週間続けさせれば、それは『無理』じゃなくなるんです」などと、近年の若者の態度を批判する意見を述べた[33]。村上は後に起こった従業員自殺問題に際してネット上に意見動画を公開し、番組中に村上が渡邉に対して唖然とする様子を、活字化した上記のコピーがネット上に広まった件に言及すると共に、当時の渡邉の見解に対して「何を言ってるか分からなかった」と述べた[34]。
- 2010年のプレジデント誌のインタビューで「ビルの8階とか9階で会議をしているとき『今すぐここから飛び降りろ!』と平気でよく言う」（なお、それを要求する理由は不明）、「追い込むが簡単には潰さない」「どれだけきつく叱っても大丈夫かというのが信頼関係のバロメーター」「部下の頭を何度もひっぱたいた」という趣旨の発言を行い[35]、物議を醸した[36]。
- 2012年1月、自身のツイッターにおいて「議員給与削減5割カットを希望します。震災財源のために歳費を一部カットするも10月からは満額に戻す無神経さ。お金が要らない人こそ政治家になるべき。5割カットが嫌なら辞めればいい」と発言した[37]。
- 2012年1月20日、自身のブログにおいて「自殺者ゼロの社会」を目指すと都知事選で訴えたと発言[38]。しかし、その1か月後に元女性従業員の自殺が労災認定を受けた。
- 2012年、SAPIO8月22・29日号のインタビュー記事において、前年に発生した大津いじめ自殺事件等に見られる学校教育現場の機能不全（いじめの隠蔽など）に対し「教師には成果主義、学校には競争原理を持ち込むしかない」とし、「極端に言えば、例えばいじめが起きたクラスの担任教師は給与を下げる」と発言した[39]。
- 2013年6月、部下に対して「365日24時間死ぬまで働け」「出来ないと言わない」と説いている社内文書「ワタミグループ理念集」の内容が週刊文春に掲載された[40]。従業員過労自殺問題などが批判され、2014年5月、文章撤回に追い込まれると共に「“常に仕事のことを考えていて欲しい”という意味だ」と釈明[41]。
- 2013年7月4日、立候補していた第23回参議院議員通常選挙の遊説にて、大阪・岸和田盈進会病院の経営を引き継いだ件に触れ「病院を黒字にするために（儲けの薄い）高齢者に出て行ってもらった」と発言。「出て行ってもらったお年寄りが心配だった」「安くてサービスが良く、食事も旨い老人ホームを、と作ったのが『ワタミの介護』だった」と続けた[42][43]（のちに「――介護」は手放されSOMPOケアネクストを経てSOMPOケアに変わった）。
- 池上彰とのインタビューで、過労を苦にした自殺者が出たことについて「それでブラック企業と言われたら、日本には千や万のブラック企業がある」と述べた[44]。
- 2018年3月13日、参議院予算委員会において、過労死遺族の公述人に対し、「お話を聞いていますと、できれば週休7日が人間にとって幸せなのかと、そのように聞こえてきます。（中略）（労働とは）生きがいであり、自己実現であり、人は働くことでたくさんのありがとうを集め、成長していくそんな大事なもの」と発言した。その後謝罪したが「党の問題になる」として発言の撤回は行わなかった[45]。

## 所属議員連盟
- 日本会議国会議員懇談会[46]

## テレビ番組
- 夢の扉 〜NEXT DOOR〜（TBS）
  - 一人でも多くの夢追い人を世の中に送り出したい（2004年12月26日）[47]
  - 『夢の扉』の新たな扉を開く（2005年9月11日）[48]
- 日経スペシャル カンブリア宮殿（テレビ東京）
  - 夢を実現するための行動力（2006年5月22日）[49]
  - 外食"非常事態"SP ～知られざる未来への死闘～（2021年2月25日）[50]

## 著書・CD
- 『社長が贈り続けた社員への手紙　―フードビジネスの革命児が書いた人生に勇気が湧くメッセージー』（1998年、中経出版）
- 『前略…。青年社長・渡邉美樹が贈る30通の返信』 （2000年、東洋経済新報社）
- 『サービスが感動に変わる時 　―青年社長渡邉美樹の社員への熱いメッセージー』 （2002年、中経出版）
- 『思いをカタチに変えよ!　―だれもが人生の主人公で生きるために―』 （2002年、PHP研究所）
- 『父と子の約束　―ワタミの成功を生んだ人間哲学の原点―』 （2004年、世界文化社）
- 『さあ、学校をはじめよう　―子どもを幸福にする青年社長の教育改革600日―』（2004年、ビジネス社）
- 『「ありがとう」の伝説が始まる時』 （2004年、中経出版）
- 『新たなる「挑戦」 ―夢をカタチにする時―』 （2005年、ソフトバンクパブリッシング）
- 『渡邉美樹の夢に日付を!　―夢実現の手帳術―』 （2005年、あさ出版）
- 『きみはなぜ働くか。渡邉美樹が贈る88の言葉』 （2006年、日本経済新聞社）
- 『使う! 「論語」』 （2007年、三笠書房）
- 『もう、国には頼らない。』（2007年、日経BP社）※本書中で「魚民」を経営するモンテローザを、商標を巡っての訴訟で和解が成立しているにもかかわらず中傷したとして提訴され、300万円の賠償を命じられる[51]。
- 『無人島ウィー。』（2008年、日経BP社）
- 『強く、生きる。』（2008年、サンマー）
- 『危機の時代にも成長できる生き方』（CD）、伊藤洋一との対談（2009年、アートデイズ）
- 『これだけで「組織」は強くなる　―戦うリーダーの作り方―』（2010/7/7 角川書店） 野村克也共著
- 『地球上で一番たくさんの「ありがとう」を集める経営　―なぜワタミは「存在」対「効果」を追求していくのか―』（2011年、起業家大学出版）
- 『警鐘』　（2019年、アチーブメント出版）
- 『コロナの明日へ　―逆境の経営論 全国の社長に50のエール―』（2020年、アチーブメント出版）

## メディア
- 「青年社長」（上・下）「新・青年社長」（上・下）（高杉良、角川文庫） - 渡邉とワタミを描いた企業小説。